# Монеты Банка России

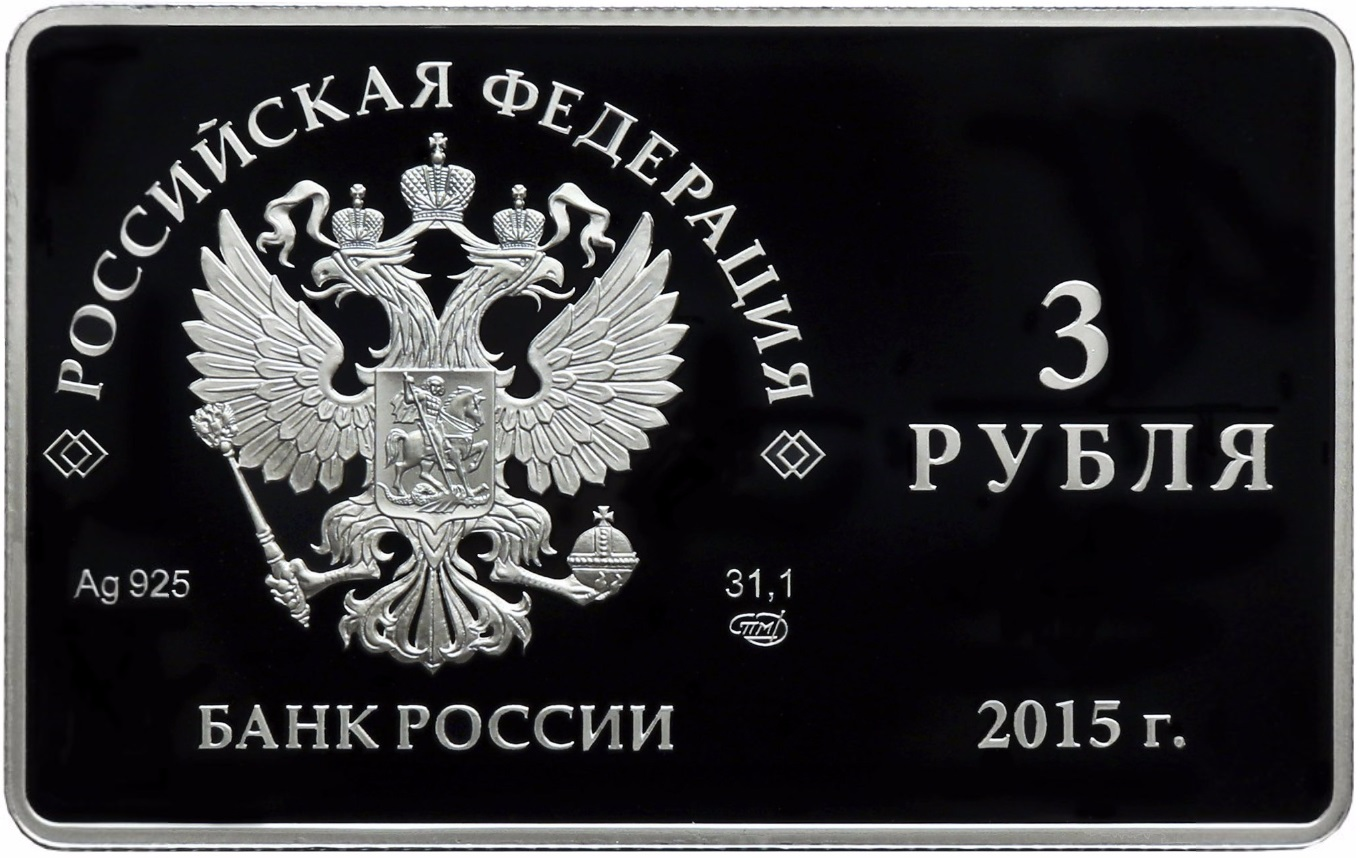
Серебряная монета, посвященная выпуску первых платёжных карт Национальной платёжной системы

Монеты Банка России — монеты, выпускаемые Банком России с 1992 года по настоящее время. Стандартные российские монеты один раз меняли свой внешний вид при проведении денежной реформы в 1998 году.

## Монеты 1992—1993 годов
До 1993 года в обращении временно находились банкноты Госбанка СССР. В 1993 году были введены новые монеты и банкноты Банка России. Были выпущены монеты: 1 и 5 рублей (в 1992 году); 10, 20, 50 и 100 рублей (чеканились в 1992—1993 годах). 1 и 5 рублей чеканились из стали, покрытой латунью. Чеканка монет велась на Московском и Ленинградском (ныне Санкт-Петербургском) монетных дворах. На монетах стояло обозначение монетного двора (буква М или ММД означала, что монета была отчеканена на Московском монетном дворе, буква Л — на Ленинградском). 10 и 20 рублей в 1992 году чеканились из медно-никелевого сплава (мельхиора), а в 1993 году — из стали, покрытой мельхиором. Эти монеты, а также 50 и 100 рублей были маркированы надписями ММД или ЛМД. 50 рублей в 1992 году чеканились в биметалле: центр монеты был сделан из алюминиевой бронзы, ободок — из медно-никелевого сплава. В 1993 году 50 рублей чеканились в алюминиевой бронзе. 100 рублей в 1992 году также чеканились в биметалле: центр из медно-никелевого сплава, ободок — из алюминиевой бронзы. В 1993 году 100 рублей чеканились из медно-никелевого сплава. В 1995 году (с датой 1993) были выпущены 50 рублей из стали, покрытой латунью.
Все монеты имели примерно одинаковый рисунок аверса и реверса: на аверсе был изображён двуглавый орёл (проект нового государственного герба, ставший впоследствии эмблемой Банка России) и надпись «Банк России», на 50 и 100 рублях помимо того, был помещён и номинал монеты (словами). На реверсе было помещено обозначение номинала в обрамлении растительного орнамента, знак монетного двора и дата.
Монеты 1992—1993 годов были изъяты из обращения 1 января 1999 года, до 31 декабря 2002 года их можно было обменять на новые монеты.
| Монеты образца 1992—1993 годов | Монеты образца 1992—1993 годов | Монеты образца 1992—1993 годов | Монеты образца 1992—1993 годов | Монеты образца 1992—1993 годов | Монеты образца 1992—1993 годов                   | Монеты образца 1992—1993 годов                | Монеты образца 1992—1993 годов |
| Изображение                    | Номинал (рублей)               | Диаметр (мм)                   | Толщина (мм)                   | Масса (г)                      | Материал                                         | Гурт                                          | Годы выпуска                   |
| ------------------------------ | ------------------------------ | ------------------------------ | ------------------------------ | ------------------------------ | ------------------------------------------------ | --------------------------------------------- | ------------------------------ |
|                                | 1                              | 19,45                          | 1,75                           | 3,3                            | сталь, плак. латунью                             | гладкий                                       | 1992                           |
|                                | 5                              | 21,9                           | 1,75                           | 4,1                            | сталь, плак. латунью                             | гладкий                                       | 1992                           |
|                                | 10                             | 21                             | 1,45                           | 3,75                           | медно-никелевый сплав                            | рубчатый                                      | 1992                           |
|                                | 10                             | 21                             | 1,45                           | 3,5                            | сталь, плак. мельхиором                          | гладкий                                       | 1993                           |
|                                | 20                             | 24                             | 1,6                            | 5,25                           | медно-никелевый сплав                            | прерывисто-рубчатый                           | 1992                           |
|                                | 20                             | 24,2                           | 1,6                            | 5                              | сталь, плак. мельхиором                          | гладкий                                       | 1993                           |
|                                | 50                             | 25                             | 1,95                           | 6,25                           | центр: алюминиевая бронза, кольцо: медь + никель | прерывисто-рубчатый                           | 1992—1993                      |
|                                | 50                             | 25                             | 1,9                            | 6                              | алюминиевая бронза                               | прерывисто-рубчатый (12 участков по 10 рифов) | 1993                           |
|                                | 50                             | 25                             | 1,9                            | 5,2                            | сталь, плак. латунью                             | гладкий                                       | 1995                           |
|                                | 100                            | 25                             | 1,95                           | 6,3                            | центр: медь + никель, кольцо: алюминиевая бронза | прерывисто-рубчатый                           | 1992                           |
|                                | 100                            | 27                             | 1,9                            | 7,3                            | медь + никель                                    | прерывисто-рубчатый (12 участков по 10 рифов) | 1993                           |

## Монеты с 1997 года

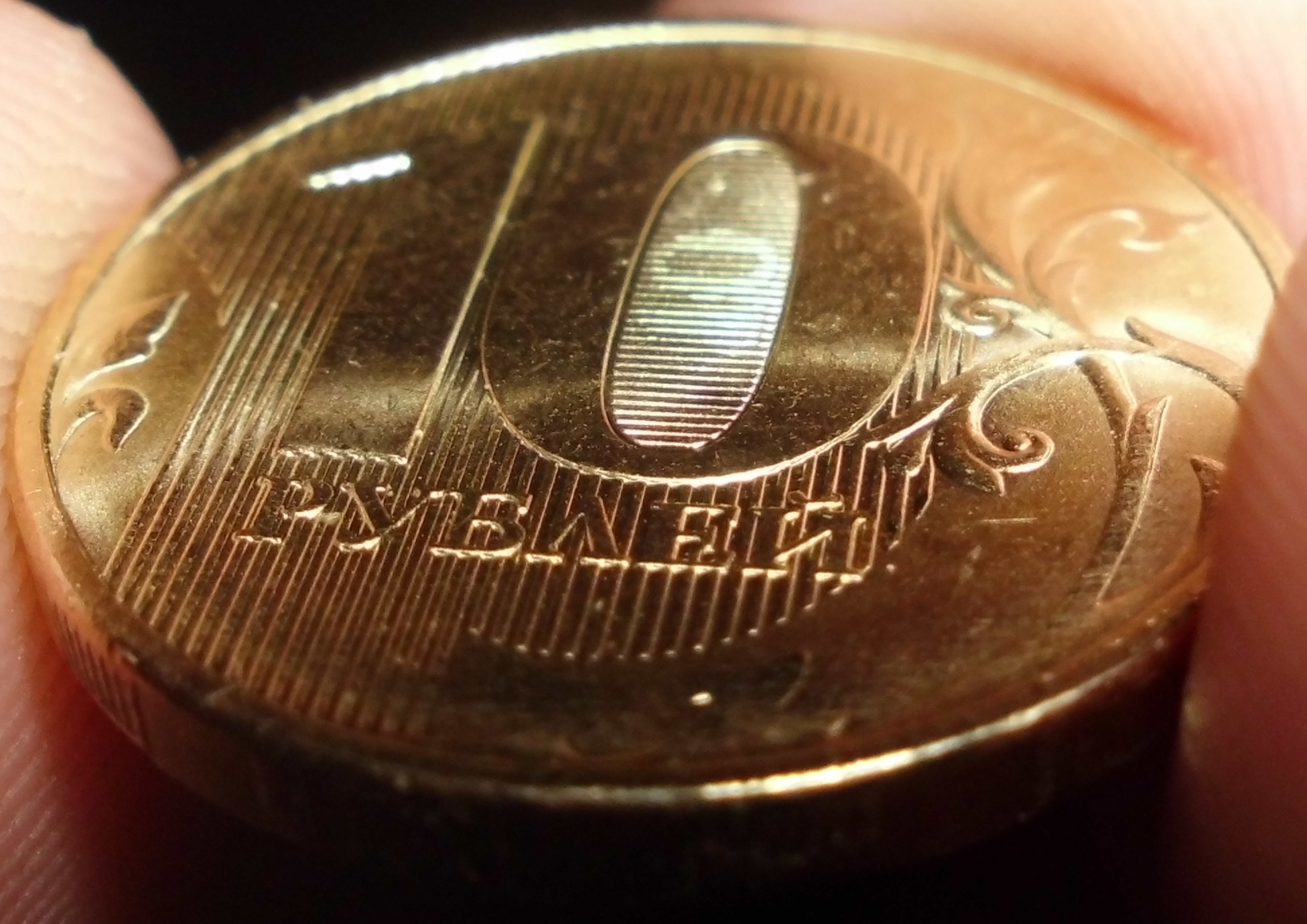
Элемент защиты 10-рублёвой монеты

В 1998 году была проведена денежная реформа. В обращение были введены монеты номиналом в 1, 5, 10 и 50 копеек, 1, 2 и 5 рублей, а позже — монеты номиналом в 10 рублей.
Внешний вид 1, 5, 10 и 50 копеек был примерно одинаковым: на лицевой стороне изображался Георгий Победоносец, поражающий змея копьём, надпись «Банк России» по кругу, обозначение монетного двора и год чеканки внизу. На оборотной стороне был помещён номинал и растительный орнамент.
1, 2 и 5 рублей также были схожи между собой по своему внешнему виду: на лицевой стороне помещался двуглавый орёл (эмблема Банка России), надпись «Банк России» по кругу, обозначение монетного двора, обозначение номинала (словами) и год чеканки внизу. На оборотной стороне помещался номинал и растительный орнамент (свой для каждого номинала).
На монетах была помещена маркировка монетного двора. Надпись М или ММД означала, что монета была изготовлена на Московском монетном дворе, надпись С-П или СПМД — на Санкт-Петербургском. Единственное различие в маркировке заключалось в том, что копеечные номиналы маркировались буквами М или С-П, а рублёвые — при помощи букв ММД или СПМД.
1 и 5 копеек чеканились из стали, покрытой мельхиором. 10 и 50 копеек первоначально чеканились из латуни, в 2006 году в обращение выпустили модификацию из стали, покрытой томпаком, с 2015 года — модификацию из стали с латунным гальваническим покрытием.
1 и 2 рубля первоначально чеканились из медно-никелевого сплава. 5 рублей первоначально чеканились из меди, покрытой мельхиором.
Трижды в денежное обращение выпускались памятные монеты достоинством в 1 рубль — в 1999 (к 200-летию А. С. Пушкина), 2001 (к 10-летию образования СНГ) и 2014 (в связи с утверждением государственного символа российского рубля) годах. Аверсы этих монет были стандартными и соответствовали аверсам обычных монет.
В 2002 году лицевая сторона монет в 1, 2 и 5 рублей была изменена: номинал монеты (словами) и надпись «Банк России» меняются местами.
В 2009 году в обращение входят новые модификации монет в 1, 2 и 5 рублей. Внешний вид монет не изменился, однако изменился материал: монеты начали чеканиться из стали с никелевым гальваническим покрытием. В 2009 году также начался выпуск монет номиналом в 10 рублей, которые чеканились из стали с латунным гальваническим покрытием. Лицевая сторона 10 рублей выполнена аналогично 1, 2 и 5 рублям.
С 2016 года аверс монет в 1, 2, 5 и 10 рублей был снова изменён: вместо эмблемы Центрального банка теперь на аверс помещён герб Российской Федерации, появляется надпись «Российская Федерация» по кругу, обозначение монетного двора, надпись «Банк России» и год чеканки внизу.
Ежегодная чеканка монет 1 и 5 копеек завершилась в 2009 году. Не считая пробных монет, последний выпуск монет в 1 и 5 копеек был в 2014 году. Правда, 1 и 5 копеек ещё были отчеканены в 2017 году. Для неизвестных целей.
Банк России в 2022 начнёт собирать монеты с граждан, чтобы не чеканить новые. Соответствующий эксперимент планируется запустить в одном из российских регионов с низким уровнем возврата монет.
| Монеты образца 1997 года | Монеты образца 1997 года | Монеты образца 1997 года | Монеты образца 1997 года | Монеты образца 1997 года | Монеты образца 1997 года                                    | Монеты образца 1997 года                                            | Монеты образца 1997 года |
| Изображения | Номинал                  | Диаметр (мм)             | Толщина (мм)             | Масса (г)                | Материал                                                    | Гурт                                                                | Годы выпуска             |
| --- | ------------------------ | ------------------------ | ------------------------ | ------------------------ | ----------------------------------------------------------- | ------------------------------------------------------------------- | ------------------------ |
| | 1 копейка                | 15,5                     | 1,25                     | 1,50                     | сталь, плак. мельхиором                                     | гладкий                                                             | 1997—2014 2017, 2024     |
| | 5 копеек                 | 18,5                     | 1,45                     | 2,60                     | сталь, плак. мельхиором                                     | гладкий                                                             | 1997—2014 2017, 2024     |
| | 10 копеек                | 17,5                     | 1,25                     | 1,95                     | латунь                                                      | рубчатый (98 рифлений)                                              | 1997—2006                |
| | 10 копеек                | 17,5                     | 1,25                     | 1,85                     | сталь, плак. томпаком                                       | гладкий                                                             | 2006—2014                |
| | 10 копеек                | 17,5                     | 1,25                     | 1,85                     | сталь, гальв. латунью                                       | гладкий                                                             | 2014—2015 2024           |
| | 50 копеек                | 19,5                     | 1,50                     | 2,90                     | латунь                                                      | рубчатый (105 рифов)                                                | 1997—1999 2001—2006      |
| | 50 копеек                | 19,5                     | 1,50                     | 2,75                     | сталь, плак. томпаком                                       | гладкий                                                             | 2006—2014                |
| | 50 копеек                | 19,5                     | 1,50                     | 2,75                     | сталь, гальв. латунью                                       | гладкий                                                             | 2014—2015 2024           |
| | 1 рубль                  | 20,5                     | 1,50                     | 3,25                     | медно-никелевый сплав                                       | рубчатый (110 рифов)                                                | 1997—1999 2001           |
| | 1 рубль                  | 20,5                     | 1,50                     | 3,25                     | медно-никелевый сплав                                       | рубчатый (110 рифов)                                                | 2002—2003 2005—2009      |
| | 1 рубль                  | 20,5                     | 1,50                     | 3,0                      | сталь, гальв. никелем                                       | рубчатый (110 рифов)                                                | 2009—2015                |
| | 1 рубль                  | 20,5                     | 1,50                     | 3,0                      | сталь, гальв. никелем                                       | рубчатый (110 рифов)                                                | 2016-                    |
| | 2 рубля                  | 23,0                     | 1,80                     | 5,10                     | медно-никелевый сплав                                       | прерывисто-рубчатый (12 участков по 7 рифов)                        | 1997—1999 2001           |
| | 2 рубля                  | 23,0                     | 1,80                     | 5,10                     | медно-никелевый сплав                                       | прерывисто-рубчатый (12 участков по 7 рифов)                        | 2002—2003 2006—2009      |
| | 2 рубля                  | 23,0                     | 1,80                     | 5,0                      | сталь, гальв. никелем                                       | прерывисто-рубчатый (12 участков по 7 рифов)                        | 2009—2015                |
| | 2 рубля                  | 23,0                     | 1,80                     | 5,0                      | сталь, гальв. никелем                                       | прерывисто-рубчатый (12 участков по 7 рифов)                        | 2016-                    |
| | 5 рублей                 | 25,0                     | 1,80                     | 6,45                     | медь, плак. мельхиором                                      | прерывисто-рубчатый (12 участков по 5 рифов)                        | 1997—1999 2001           |
| | 5 рублей                 | 25,0                     | 1,80                     | 6,45                     | медь, плак. мельхиором                                      | прерывисто-рубчатый (12 участков по 5 рифов)                        | 2002—2003 2008—2009      |
| | 5 рублей                 | 25,0                     | 1,80                     | 6,0                      | сталь, гальв. никелем                                       | прерывисто-рубчатый (12 участков по 5 рифов)                        | 2009—2015                |
| | 5 рублей                 | 25,0                     | 1,80                     | 6,0                      | сталь, гальв. никелем                                       | прерывисто-рубчатый (12 участков по 5 рифов)                        | 2016-                    |
| | 10 рублей                | 22,0                     | 2,20                     | 5,63                     | сталь, гальв. латунью                                       | прерывисто-рубчатый (6 участков по 5 рифов и 6 участков по 7 рифов) | 2009—2013 2015           |
| | 10 рублей                | 22,0                     | 2,20                     | 5,63                     | сталь, гальв. латунью                                       | прерывисто-рубчатый (6 участков по 5 рифов и 6 участков по 7 рифов) | 2016—                    |
| Памятные монеты из недрагоценных металлов |                          |                          |                          |                          |                                                             |                                                                     |                          |
| | 2 рубля                  | 23,0                     | 1,80                     | 5,00                     | медно-никелевый сплав                                       | прерывисто-рубчатый (12 участков по 7 рифов)                        | 2000—2001                |
| | 2 рубля                  | 23,0                     | 1,80                     | 5,00                     | сталь, гальв. никелем                                       | прерывисто-рубчатый (12 участков по 7 рифов)                        | 2012 2017                |
| | 5 рублей                 | 25,0                     | 1,80                     | 6,00                     | сталь, гальв. никелем                                       | прерывисто-рубчатый (12 участков по 5 рифов)                        | 2012 2014—2016 2019      |
| | 10 рублей                | 27,0                     | 2,10                     | 8,40                     | центр: мельхиор, кольцо: латунь                             | рубчатый с надписью (300 рифов, две надписи «ДЕСЯТЬ РУБЛЕЙ ★»)      | 2000—2016                |
| | 10 рублей                | 27,0                     | 2,10                     | 7,90 (±0,45)             | центр: сталь, гальв. никелем, кольцо: сталь, гальв. латунью | рубчатый с надписью (300 рифов, две надписи «ДЕСЯТЬ РУБЛЕЙ ★»)      | с 2017                   |
| | 10 рублей                | 22,0                     | 2,20                     | 5,63                     | сталь, гальв. латунью                                       | прерывисто-рубчатый (6 участков по 5 рифов и 6 участков по 7 рифов) | 2010—2016 2018           |
| | 25 рублей                | 27,0                     | 2,30                     | 10,00                    | медно-никелевый сплав                                       | рубчатый (180 рифов)                                                | с 2011                   |
| | 25 рублей                | 27,0                     | 2,30                     | 10,00                    | медно-никелевый сплав                                       | рубчатый (180 рифов)                                                | с 2016                   |
| | 50 рублей                | 28,0                     | 2,25                     | 9,60                     | центр: сталь, гальв. латунью, кольцо: сталь, гальв. никелем | рубчатый с надписью (150 рифов, две надписи «50 РУБЛЕЙ ★»)          | с 2025                   |
| Монетные дворы и их товарные знаки, используемые на монетах: Санкт-Петербургский монетный двор — товарный знак С-П или СПМД; Московский монетный двор — товарный знак М или ММД. | 50 рублей                | 28,0                     | 2,25                     | 9,60                     | центр: сталь, гальв. латунью, кольцо: сталь, гальв. никелем | рубчатый с надписью (150 рифов, две надписи «50 РУБЛЕЙ ★»)          |                          |

## Памятные и юбилейные монеты

### Монеты из недрагоценных металлов
Первые юбилейные монеты были выпущены в 1992 году. Они чеканились как для обращения, так и для коллекционеров. В обращение выпускались монеты серии «Красная книга», «50 лет Великой Победы»[уточнить] и «300 лет Российскому флоту»[уточнить]. Остальные монеты выпускались только для коллекционеров.

## Пробные монеты
Известны немногочисленные пробные выпуски:
- 1992 — с мелкими номиналами в копейках, два варианта (с надписью «СССР» и с эмблемой Центрального банка) — не вошли в оборот из-за инфляции;
- 1995—100, 500, 1000 рублей (не вошли в оборот из-за инфляции), 2 и 5 рублей (в рамках подготовки к деноминации);
- 1998 — 2, 5, 10, 50 копеек — экспериментальные дизайны «гербовой» стороны (вместо Георгия Победоносца).
- 2014 — 1 рубль — цифра «1» на аверсе заменена на символ рубля

## Инвестиционные монеты

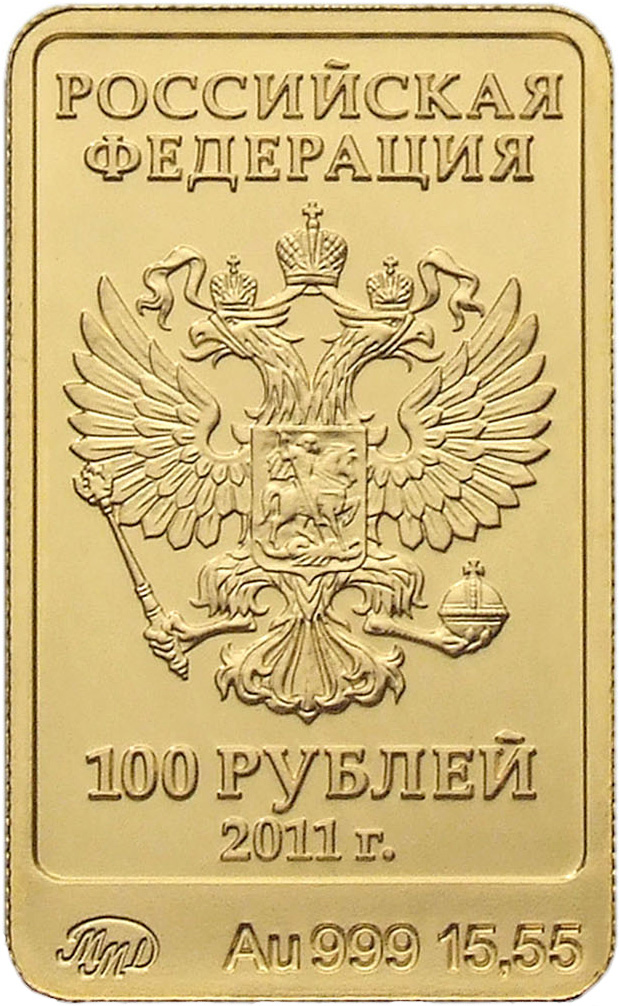
Аверс золотых инвестиционных монет России, посвящённых Олимпийским играм Сочи-2014

## Структура каталожного номера монет России
Каталожный номер монет Банка России — символьная строка, состоящая из 9 знаков (символов), в которой закодирована информация о монете. Например: 5109-0070 — памятная монета Российской Федерации, сделана из серебра, номинал 1 рубль, является семидесятой монетой данного типа.
| Раздел | Металл | Номинал | Прочерк  | Порядковый номер                                                              |
| --- | --- | --- | -------- | ----------------------------------------------------------------------------- |
| 1 символ | 1 символ | 2 символа | 1 символ | 4 символа                                                                     |
| 1 — Курсовые монеты РСФСР 1921—1923 гг. 2 — Курсовые монеты СССР 1924—1991 гг. 3 — Памятные и инвестиционные монеты СССР 1924—1991 гг. 4 — Курсовые монеты России с 1992 года. 5 — Памятные и инвестиционные монеты России с 1992 года. | 0 — Медно-никелевые сплавы 1 — Серебро 2 — Золото 3 — Платина 4 — Палладий 5 — Прочие 6 — Золото и серебро 7 — сталь с латунным гальваническим покрытием | 00 — полкопейки 01 — 1 копейка 02 — 2 копейки 03 — 3 копейки 04 — 5 копеек 05 — 10 копеек 06 — 15 копеек 07 — 20 копеек 08 — 50 копеек 09 — 1 рубль 10 — 2 рубля 11 — 3 рубля 12 — 5 рублей 13 — червонец 14 — 10 рублей 15 — 25 рублей 16 — 50 рублей 17 — 100 рублей 18 — 150 рублей 19 — 200 рублей 20 — 1 000 рублей 21 — 10 000 рублей 22 — 20 рублей 23 — 500 рублей 24 — 5 000 рублей 25 — 25 000 рублей 26 — 50 000 рублей | —        | Четырёхзначное число, являющееся порядковым номером монеты по данному разделу |